# Цилиндар (филм)
Цилиндар (енгл. Top Hat) је амерички мјузикл хумористички филм из 1935. године, режисера Марка Сандрича. Фред Астер игра Џерија Траверса, америчког степ плесача, који долази у Лондон да глуми у представи коју је продуцирао Хорас Хардвик (Едвард Еверет Хортон). Он упознаје и покушава да импресионира Дејл Тремонт (Џинџер Роџерс) како би придобио њену наклоност. У филму се такође појављује Ерик Блор као Хардвиков собар Бејтс, Ерик Роудс као Алберто Бедини, модни дизајнер и Џеријев ривал за Дејлину наклоност, као и Хелен Бродерик у улози Хардвикове напаћене супруге Меџ. Године 1990, Конгресна библиотека је изабрала филм за чување у Националном регистру филмова због „културног, историјског или естетског значаја.”
Сценарио за филм написали су Алан Скот и Двајт Тејлор, а песме Ирвинга Берлина, „Top Hat, White Tie and Tails” и „Cheek to Cheek”, постале су класици америчких песама. Многи филмови су одали омаж потоњој песми, укључујући Пурпурну ружу Каира (1985), Зелену миљу (1999) и Малог шефа (2017).
Астер и Роџерсова су заједно снимили девет филмова за RKO Pictures, међу којима су: Весела распуштеница (1934), Роберта (1935), Следи флоту (1936), Време свинга (1936), Заплешимо заједно (1937) и Безбрижан (1938). Цилиндар је био најуспешнији филм њиховог партнерства (и други најуспешнији Астеров филм после Ускршње параде), достигавши друго место на светским благајнама 1935. године. Док неки плесни критичари тврде да је Време свинга садржало боље плесне сцене, Цилиндар остаје, до данас, најпознатије дело поменутог партнерства.

## Радња
Амерички плесач, Џери Траверс, долази у Лондон да глуми у представи коју је продуцирао неспретни Хорас Хардвик. Док практикује степовање у својој хотелској соби, он буди Дејл Тремонт на спрату испод. Она одјури горе да се пожали, након чега се Џери безнадежно заљубљује у њу и наставља да је прогања по целом Лондону.
Дејл замењује Џерија са Хораса, који је ожењен њеном пријатељицом Меџ. Након успеха Џеријеве премијере у Лондону, он прати Дејл у Венецију, где посећује Меџ и моделира/промовише хаљине које је креирао Алберто Бедини, италијански модни дизајнер са склоношћу према малапропизмима.
Џери запроси Дејл, која је, још увек га сматрајући за Хораса, згрожена што би се муж њене пријатељице могао тако понашати. Уместо тога пристаје да се уда за Алберта. Бејтс, Хорасов енглески собар, преруши се у свештеника и венчава их; Хорас је послао Бејтса да прати Дејл.
Током вожње гондолом, Џери успева да убеди Дејл и они се враћају у хотел где се претходна конфузија брзо разјашњава. Помирени пар плеше током заласка сунца, уз мелодију „Piccolino”.

## Улоге
| Глумац               | Улога          |
| -------------------- | -------------- |
| Фред Астер           | Џери Траверс   |
| Џинџер Роџерс        | Дејл Тремонт   |
| Едвард Еверет Хортон | Хорас Хардвик  |
| Ерик Роудс           | Алберто Бедини |
| Хелен Бродерикј      | Меџ Хардвик    |
| Ерик Блор            | Бејтс          |

## Продукција
Снимање филма је почело 1. априла 1935. и коштало је 620.000 долара. Снимање је завршено у јуну, а прве јавне претпремијере одржане су у јулу. Ово је довело до резања отприлике десет минута филма, углавном у последњем делу: карневалска секвенца и парада гондола који су снимљени да би се показао огроман сет били су у великој мери исечени. Додатна четири минута су избачена пре премијере, након чега је филм оборио бројне рекорде, зарадивши 3 милиона долара током приказивања у биоскопима и постао најпрофитабилнији филм RKO-а 1930-их. Био је други најуспешнији филм 1935. године, после Побуне на броду Баунти.

### Сценарио
Двајт Тејлор је био главни сценариста, а сценарио је написао специјално за Астера и Роџерсову. Астер је негативно реаговао на прве верзије сценарија, пожаливши се да је „превише урађен по узору на Веселу распуштеницу”, додајући: „Ја сам представљен као... нека врста младића за осуду, без шарма, симпатије или хумора”. Алана Скота, коме је овај филм послужио као први велики пројекат, и који је наставио да пише шест филмова са поменутим паром, Сандрич је унајмио како би преправио сценарио, и он никада није радио са Тејлором, а сам Сандрич је био уредник сценарија и саветник. Наводно су Бен Холмс, Ралф Спенс и Кароли Ноти помогли сценарију. За саму причу је касније речено да је инспирисана из два извора: Скандалом у Будимпешти Шандора Фарага и Девојком која се усуђује Аладара Ласла.
Хејзова канцеларија инсистирала је на само мањим изменама сценарија, укључујући вероватно најцитирану реплику из филма, Бединијев мото: „За жене пољубац, за мушкарце мач”, који је првобитно гласио: „За мушкарце мач, за жене бич”. О својој улози у стварању Цилиндра, Тејлор се присетио да је са Сандричем и Берлином делио „неку врсту дечјег узбуђења. Цео стил филма се може сажети у реч безначајност. Када сам отишао у RKO годину дана касније, Марк ми је рекао: 'Никада више нећеш видети толико себе на платну.'” По изласку филма, многи критичари су критиковали сценарио, за који су тврдили да је скоро потпуно исти Веселој распуштеници.

### Музика и оркестрација
Ово је била прва комплетна филмска музика композитора Ирвинга Берлина од 1930. године и он је склопио јединствен уговор, задржавајући ауторска права на партитуру уз гаранцију од десет одсто профита ако филм заради преко 1.250.000 долара. Осам песама из оригиналне музике је одбачено јер се сматрало да нису водиле радњу филма напред. Једна од њих, „Get Thee Behind Me, Satan”, касније је коришћена у филму Следи флоту (1936). Свих пет песама које су на крају биле одабране постале су велики хитови, а у преносу Your Hit Parade 28. септембра 1935. свих пет се нашло међу петнаест најбољих песама одабраних за ту недељу.
Астер је тврдио како је овај успех помогао Берлину да поврати опадајуће самопоуздање. Астер није упознао Берлина пре овог филма, иако је плесао на сцени уз неке од његових мелодија још 1915. године. Уследило је доживотно пријатељство са Берлином који је допринео стварању више Астерових филмова (укупно шест) него било који други композитор. О свом искуству са Астером у Цилиндру Берлин је написао: „Он је права инспирација за писца. Никада не бих написао Цилиндар без њега. Он чини да се осећате тако сигурним.”
Пошто Берлин није могао да чита или пише музику, већ је могао само да бира мелодије на специјално дизајнираном клавиру који је аутоматски транспоновао тастере, захтевао је помоћника у састављању клавирских композиција. Хал Борн – Астеров пробни пијаниста – извео је ову улогу у Цилиндру; он се присетио радних ноћи с њим у хотелу Беверли Вилшир: „Берлин је рекао 'Рај...', а ја сам одсвирао да да ди 'Ја сам у рају' (да-да-ди). Рекао је, 'Свиђа ми се, запиши то.'” Ове делове је касније оркестрирао тим који се састојао од Едварда Пауела, Мориса де Пака, Џина Роуза, Едија Шарпа и Артура Ноултона, који су радили под надзором Макса Штајнера.
Берлин је у овом филму прекршио бројне конвенције америчког начина писања песама, посебно у песмама „Top Hat, White Tie and Tails” и „Cheek to Cheek”, а према Џинџер Роџерс, филм је постао главна тема Холивуда као резултат својих песама.

### Сценографија
Велики бели сет — како су ове креације инспирисане ар декоом биле познате — одговоран је за највећи део трошкова филмске продукције. Преко две суседне звучне позорнице изграђен је вијугави канал − који је превучен са два стубишна моста на једном крају и равним мостом на другом. Астер и Роџерсова плешу преко овог равног моста у нумери „Cheek to Cheek”. Око кривине овог моста налазила се главна пијаца, џиновска позорница пресвучена црвеним бакелитом на којој је одиграна „Piccolino” сцена. Ова фантастична представа Лида у Венецији налазила се на три нивоа који су се састојали од плесних подијума, ресторана и тераса, све украшених црвеном и белом бојом, док је вода канала била обојено у црно. Огромни венецијански ентеријери били су на сличан начин неаутентични, уместо тога одражавајући најновије холивудске укусе.
Керол Кларк, који је радио под општим надзором Ван Неста Полгласа, био је сценограф јединице на свим филмовима Астера и Роџерсове осим једног. Он је руководио тимом дизајнера одговорним за сценографију Цилиндра.

### Гардероба: Инцидент са „перјем”
Иако је Бернард Њуман номинално био задужен за костиме звезда, Роџерсова је била веома заинтересована за дизајн хаљина и шминку. За нумеру „Cheek to Cheek” била је одлучна да користи сопствену креацију: „Била сам одлучна да носим ову хаљину, без обзира на све. А зашто и не бих? Лепо се кретала. Наизглед, нико у глумачкој или филмској екипи није био вољан да заузме страну, нарочито не моју. Ово је било у реду са мном. И раније сам била сама. Бар је моја мајка била ту да ме подржи у сукобу са целом управом, уз Фреда Астера и Марка Сандрича”.
Због огромног труда који је уложен у шивење сваког нојевог пера за хаљину, Астер — који је иначе одобравао хаљине своје партнерке и предлагао модификације уколико је то било потребно током проба — први пут је видео хаљину на дан снимања и био је ужаснут начином на који је бацала облаке перја при сваком окрету, присећајући се касније: „Била је налик на кокошку коју је напао којот, никад у животу нисам видео толико перја.” Према кореографу Хермесу Пану, Астер је изгубио живце и викао на Роџерсову, који је одмах бризнула у плач, након чега је њена мајка, Лела, „јурнула на њега попут мајке носорога која је штитила своје младунче”. Додатни ноћни рад кројачица решио је велики део проблема; међутим, пажљиво испитивање плеса на филму открива перје које лебди око Астера и Роџерсове и лежи на подијуму за игру. Касније су Астер и Пан поклонили Роџерсовој златно перо за њену наруквицу и извели јој серенаду песмом која је пародирала Берлинову мелодију. Након тога, Астер је Роџерсовој дао надимак „Перје” — што је такође наслов једног од поглавља у његовој аутобиографији — и пародирао своје искуство у песничкој и плесној рутини са Џуди Гарланд у Ускршњој паради (1948).
Астер је такође бирао и обезбедио своју одећу. Он је у великој мери заслужан за утицај на мушку моду 20. века и, према Forbes-овом уреднику мушке моде, Г. Брусу Бојеру, нумера „Isn't It a Lovely Day?”: „приказује Астера обученог у стилу који ће учинити познатим: спортски сако од твида са меким раменима, кошуља на дугмад, смела пругаста кравата, сиви фланели лаког кроја, свилени пејсли џепни квадрат и ципеле од антилопа. Ово је изузетно савремен приступ ноншалантној елеганцији, изглед на који се Ралф Лорен и десетак других дизајнера још увек ослањају више од шест деценија касније. Астер је представио нови стил одевања који је прекинуо корак са шљокицама, целулоидним крагнама и хомбурговима које су носиле аристократске очинске фигуре у европском стилу”.

## Музичке нумере и кореографија
Кореографија, у којој је Астеру помагао Хермес Пан, углавном се бавила могућностима употребе степовања како би се направила што већа бука. У филму, Астер пати од онога што Роџерсова назива „болешћу”: „С времена на време изненада почнем да плешем”. Астер уводи филмски мотив степовања када направи буку пред успаваним члановима лондонског клуба. У филму постоји осам музичких нумера.
У уводној секвенци, након што се појави лого студија, Астер, приказан само од струка надоле, плеше на углачаном поду бине, уз мушки хор са спортским штаповима. Након паузе појављује се његово име. Роџерсова затим уследи и њих двоје плешу заједно док се слика раствара и открива цилиндар. Сличан концепт је коришћен у уводној секвенци филма Барклијеви с Бродвеја (1949).
Друга је „No Strings (I'm Fancy Free)”. Када се Астер повуче у хотелски апартман, Хортон га саветује да се ожени. Астер изјављује да преферира живот нежење и песма – ова нумера је била замисао сценаристе Двајта Тејлора и налази се у његовим најранијим нацртима – се појављује природно и усред реченице. Астер је отпева два пута и током последње фразе скаче у балетски скок, праћен ударцима ногу, и креће у кратак соло плес који повећава интензитет и јачину напредујући од степовања до брзих-ватрених удараца петама завршавајући безбрижним обиласком апартмана током којег рукама удара по намештају. По повратку у центар собе, где бучно концентрише своје степовање, камера се спушта и открива Роџерсову у кревету, будну и изнервирану. Док се пење на спрат, Хортон се преко телефона жачи управи хотела. Астер укључује ово у своју рутину, прво га запрепасти рафалом, а затим га разметљиво отпрати до телефона. Док Хортон одлази да истражи, Астер наставља да се пробија по апартману, током чега глуми ужас што види своју слику у огледалу – што је референца на његово уверење да камера никада није била љубазна према његовом лицу. Рутина се завршава када Астера, који сада плеше са статуом, прекине Роџерсин улазак, сцена која, као у Веселој распуштеници и Роберти, типизира начин на који Астер нехотице изазива непријатељство Роџерсове, само да би открио њену привлачност и истрошио њен отпор.
У нумери „No Strings (reprise)”, Роџерсова, након што је одјурила горе да се пожали, враћа се у своју собу и тада се Астер, још увек намеравајући да плеше, именује за њеног „пешчаног човека”, прскајући песак из посуде за цигарете и успављујући њу, Хортона и на крају и сам заспао уз меки и нежни плес на песку, уз репризу мелодије у малој мери, у сцени која је изазвала велико дивљење код коментатора плеса, и која је била предмет неких пародија.
У нумери „Isn't This a Lovely Day (to be Caught in the Rain)”, Роџерсову хвата олуја са грмљавином и она се склања под надстрешницу. Астер је прати и разговор о облацима и падавинама убрзо уступа место Астеровом приказу ове, једне од најцењенијих Берлинових креација. Астер пева Роџерсовој, али публика може да види да Роџерсин однос према њему омекшава током песме, а сврха плеса који је уследио је да она пренесе ову промену свом партнеру. Плес је флерт и користи два кореографска средства заједничка класичном менуету: секвенцијалну имитацију (један плесач изводи корак, а други одговара) и додиривање. У почетку, имитација је подругљивог карактера, затим постаје више лежерна размена и завршава се у духу истинске сарадње. До последњих тридесет секунди овог двоипоминутног плеса чини се да се пар повлачи од додира, а онда савијањем лакта Роџерсова позива Астера да дође. Нумера, истовремено комична и романтична, укључује степовање на бројне иновативне начине. Дух једнакости који прожима плес огледа се у мушкости Роџерсине одеће и у пријатељском руковању које размењују на крају.
За „Top Hat, White Tie and Tails”, вероватно Астеров најславнији степ соло, идеја за насловну песму потекла је од Астера који је Берлину описао рутину коју је креирао за Зигфилдов бродвејски неуспех Осмеси 1930. године, под називом „Say, Young Man of Manhattan”, у којој је својим штапом „убио” хор мушкараца – међу којима су били млади Боб Хоуп и Лари Адлер. Берлин је прописно продуцирао песму из овога и концепт филма је тада изграђен око ње. У овој нумери, Астер је морао да направи компромис у вези са својом филозофијом снимања из прве, као што је Сандрич признао: „Уложили смо много труда да ова нумера изгледа као да је снимљена из прве, али заправо их је било неколико.” Астерова изузетна способност да промени темпо унутар једне плесне фразе је екстензивно приказана у овој нумери и доведена до екстрема – као када експлодира у активност из позе потпуне тишине и обрнуто. Ова нумера такође означава Астерову прву употребу штапа као реквизита у једном од својих снимљених плесова. Нумера почиње хором који се шепури и јури испред позадине париске уличне сцене. Они праве пут Астеру који самоуверено корача ка предњем делу бине и пева песму која садржи реченицу: „Излазим, драга моја, да удахнем атмосферу која једноставно заудара на класу”, размењујући повремено степовање са рефреном док пева. Плес почиње тако што се Астер и хор крећу у корак. Астер убрзо почиње да степује, а хор стидљиво реагује пре него што напусти сцену у низу преклапања, промене правца, корака и ходања. У првом делу сола који уследи, Астер се упушта у кружни покрет степовањем, помогнутим штапом којим, након чега меша низ непредвидивих пауза. Док се камера повлачи, светла се пригушују и, у мистериозном делу који следи, Астер опонаша низ ставова, у распону од отвореног дружељубивости, опрезности, изненађења до будне спремности и живахног самопоуздања. Џејмс Кегни је присуствовао снимању ове сцене и саветовао Астера, који је тврдио да је импровизовао велики део ове сцене. Хор се затим враћа у претећи положај, а Астер наставља да их све истера, користећи инвентивну серију акција које опонашају употребу штапа као пиштоља, митраљеза, пушке и, коначно, лука и стреле.
Астерово прво завођење Роџерсове у филму током нумере „Isn't This a Lovely Day” није у складу са темом заплета о замењеном идентитету, па он чини други покушај, подстакнут од стране Бродерикове, у нумери „Cheek to Cheek”. Као и у нумери „No Strings”, песма произлази из Астерове средње реченице док плеше са неодлучном Роџерсовом на препуном подијуму. Берлин је написао речи и музику овог трајног класика у једном дану, а са 72 такта, то је најдужа песма коју је икада написао. Био је веома захвалан на Астеровом третману песме: „Мелодија се стално пење и пење. Он се ушуњао тамо. Није му било важно. Успео је у томе.” Док се креће кроз овај тежак материјал, Роџерсова изгледа привучено и пријемчиво и, на крају песме, играју образ уз образ преко моста до напуштене плесне дворане у близини. Према једној анализи, дует који уследи – лако најпознатији од свих плесова овог пара – одражава сложеност емоционалне ситуације у којој се пар налази. Више не флертују, као у нумери „Isn't This a Lovely Day?”, пар је сада заљубљен. Али Роџерсова се осећа кривом и превареном и радије би избегла Астерово набацивање – у ствари, одљубила би се од њега. Стога је Астерова сврха овде да је натера да одбаци своје сумње (које су за њега мистерија) и да му се потпуно преда. Кореографски мотив који је представљен да одражава напредак овог завођења је подржано савијање уназад, искоришћавајући Роџерсина изузетно флексибилна леђа. Главни плес почиње првим од два кратка одломка који поново користе мотив секвенцијалне имитације уведен у нумери „Isn't This a Lovely Day?”. Пар се окреће и нагиње, измичући напред-назад једно поред другог пре него што пређу у стандардну позицију у плесној дворани где се појављују први наговештаји ослоњеног савијања уназад. Прво савијање се дешава на крају секвенце у којој Астер шаље Роџерсову да се окреће, узима је на позорници и маневрише је у шетњу држећи се рукама, понавља окретање, али овај пут је окружује док се она окреће, а затим је узима у наручје. Како музика постаје енергичнија, плесачи клизе по поду и Роџерсова, крећући се против музике, изненада се још више савија. Музика сада прелази на тиху рекапитулацију главне мелодије током које се пар упушта у пригушено и нежно партнерство, и овде се понавља други део који укључује секвенцијалну имитацију. Са музиком која достиже свој велики врхунац, Астер и Роџерсова јуре ка камери, а затим се удаљавају серијом смелих, драматичних маневара који кулминирају са три подизања плесне дворане која приказују Роџерсину хаљину пре него што се нагло заустави у последњем, најдубљем нагињању, које се одржава док се музика приближава завршним тактовима. Подижу се и после пар окрета који играју образ уз образ први пут од почетка плеса, стану уз зид. Роџерсова, који је водила плес у стању напуштености као из снова, сада с нелагодом погледа Астера пре него што оде, присетивши се да њихова веза не може да се настави.
До сада је Роџерсова сазнала Астеров прави идентитет, иако ниједно од њих још увек не зна да је њен импулзивни брак са Роудсом неважећи. Вечерајући заједно током карневалске ноћи у Венецији, и да би јој помогао да ублажи своју кривицу, Астер изјављује: „Хајде да једемо, пијемо и веселимо се, јер сутра морамо да се суочимо са њим”, што служи као знак за музику „Piccolino”, велику продукцијску нумеру. Након параде гондоле долази плесни хор који изводи низ плесних поза и рутина таласасте кореографије Хермеса Пана. Берлин, који је уложио много труда у песму, осмислио ју је као пастиш нумерама „The Carioca” из филма Лет за Рио (1933) и „The Continental” из Веселе распуштенице (1934), док текст открива своје лажно порекло: „Написао ју је латино/гондолијер који је седео у својој кући у Бруклину и гледао у звезде.” То је песма о песми и Роџерсова је пева Астеру након чега је рефрен изван камере понавља док се снима плесни ансамбл, у стилу Базбија Берклија, одозго. Камера се затим пребацује на Роџерсову и Астера који су се спустили на сцену да изведу двоминутни плес — све снимљено у једном кадру — са Астер-Пан кореографијом која се посебно позива на основну мелодију и латино вамп у пратњи. Плешу уз пратњу док се спуштају низ степенице и клизе дуж плесног подијума, а затим, када мелодија дође, застају и изводе Пиколино степовање. Остатак плеса укључује понављања и варијације Пиколино степовања и хоп степ повезаног са вампом, што доводи до неких сложених амалгамација та два. На крају вамп мелодије, плесачи изводе веома улепшану форму Пиколино степа док путују постранце назад до свог стола, завлачећи се назад у своје столице и подижући чаше да наздраве.
„The Piccolino (reprise)”: Након што се различите стране сукобе у свадбеном апартману, а Роџерсин „брак” са Роудсом је откривен као неважећи због лажног свештеника, сцена је постављена да Астер и Роџерсова плешу уз залазак сунца, што прописно и чине, у овом фрагменту много дужег дуета – оригинал је исечен након претпремијере у јулу 1935 – али не пре него што парадирају венецијанским сетом и понове Пиколино степ.

## Пријем

### Зарада
Филм је премијерно приказан у Њујорку 29. августа 1935. и поставио је студијски рекорд са зарадом од 134.800 долара током прве недеље. Двадесет пет полицајаца је било распоређено да контролишу масу. За прве три недеље приказивања, зарадио је 350.000 долара. Свеукупно, филм је зарадио 1.782.000 долара изнајмљивања у САД и Канади и 1.420.000 долара на другим местима. Студио је остварио профит од 1.325.000 долара, што га је учинило најпрофитабилнијим филмом студија 1930-их.
Цилиндар је био четврти најпопуларнији филм на британским благајнама 1935–36. године.

### Критике
Рецензије филма су углавном биле позитивне. Los Angeles Evening Herald Express похвалио је филм, цитирајући: „Цилиндар је врх! Са Фредом Астером који плеше и пева песме Ирвинга Берлина! Па, човек (при здравом уму) не може да тражи много више − осим ако, наравно, не би пожелео неки бис”. The New York Times је похвалио музичке нумере у филму, али је критиковао причу, описујући је као „мршавију страну”, али и наводећи да је „довољно расположен да попуни те неизбежне празнине између светлуцавих веселих плесова. За Цилиндар вреди стајати у реду. По стању предворја јуче поподне, вероватно ћете и морати.”
Variety је такође издвојио причу као и глумачку екипу, наводећи „знак опасности је у причи и глумцима. Замените Алис Брејди за Хелен Бродерик и добићете исту глумачку поставу као у Веселој распуштеници. Осим тога, ситуације у два сценарија је уско паралелна”. Ипак, часопис је закључио да је Цилиндар филм „који се не сме пропустити”.
Пишући за The Spectator 1935. године, Грејам Грин дао је филму генерално позитивну рецензију, описујући га као „средство генија Фреда Астера”, и напомињући да је Астеров наступ елиминисао сваку забринутост због чињенице да су „музика и текстови лоши” или да Астер „мора да ради са људским бићима [која не могу да парирају] његовој слободи, лакоћи и срећи”.
Од 2022. године, на веб-сајту Rotten Tomatoes, филм има рејтинг одобравања од 100% на основу 42 рецензије, са просечном оценом 8,70/10. Критички консензус веб-сајта гласи: „Као гламурозна и очаравајућа диверзија из доба депресије, Цилиндар је скоро беспрекоран, са акробацијама Фреда Астера и Џинџер Роџерс због којих најтеже физичке вратоломије изгледају лаке као перо.”

### Награде и признања
Филм је био номинован за Оскара за најбољи филм, као и за најбољу сценографију (Керол Кларк и Ван Нест Полглас), најбољу оригиналну песму (Ирвинг Берлин за „Cheek to Cheek”) и најбољу плесну режију (Хермес Пан за „Piccolino” и „Top Hat”). Године 1990, Конгресна библиотека је изабрала филм за чување у Националном регистру филмова због „културног, историјског или естетског значаја.” Филм је заузео 15. место на листи најбољих мјузикала Америчког филмског института из 2006. године.

## У популарној култури
Цилиндру су омаж одали бројни филмови, посебно његовој нумери „Cheek to Cheek”, међу којима су: Пурпурна ружа Каира (1985), Енглески пацијент (1996), Зелена миља (1999), La La Land (2016) и анимирани филм Мали шеф (2017). Постер филма Цилиндар појавио се у филму Кунг фу фрка Стивена Чауа. Британско-ирски кантаутор Крис де Бург поменуо је филм у свом хиту из 1986. „The Lady in Red”, где су он и истоимена дама у песми плесали „Cheek to Cheek”.

## Сценска адаптација
Филм је адаптиран у сценски мјузикл који је започео турнеју по Уједињеном Краљевству крајем 2011. године. Главне улоге су тумачили Самер Стрален као Дејл, Том Чемберс као Џери и Мартин Бол као Хорас. Представа је премијерно приказана у позоришту Милтон Кејнс 19. августа 2011, након чега је наставила турнеју у другим регионалним позориштима у држави, укључујући Лидс, Бирмингем и Единбург. Представа је пребачена у Алдвич театар на Вест Енду 19. априла 2012, а приказана је 9. маја 2012. године. Освојила је три награде Оливије 2013, укључујући и ону за најбољи нови мјузикл.